# Sørfinnset
Sørfinnset est une localité du comté de Nordland, en Norvège.

## Géographie
Administrativement, Sørfinnset fait partie de la kommune de Gildeskål.